# Aria Maestosa
Aria Maestosa ist ein freies MIDI-Notensatz- und Sequenzer-Programm. Das Programm wird unter der GNU General Public License vertrieben. Einsatz findet es beim Komponieren, Arrangieren oder beim Bearbeiten von MIDI-Dateien. Aria Maestosa verfügt über eine WYSIWYG-Benutzeroberfläche, die mit wxWidgets erstellt wird.